# RHEM 2 : La Cité interdite
RHEM 2 : La Cité interdite est un jeu vidéo de type Walking simulator développé par Knut Müller et édité par Got Game Entertainment, édité par Virtual Programming, sorti en 2005 sur Windows et Mac.

## Accueil
- Adventure Gamers : 2/5[1]
- Jeuxvideo.com : 14/20[2]